# Kelurahan Pelamampang
Kelurahan Pelamampang är en administrativ by i Indonesien.   Den ligger i provinsen Jakarta, i den västra delen av landet. Huvudstaden Jakarta ligger i Kelurahan Pelamampang.